# Temporada da NHL de 1931–32
A temporada da NHL de 1931–32 foi a 15.ª  temporada da National Hockey League (NHL). Oito times jogaram 48 partidas cada. O Toronto Maple Leafs varreu o New York Rangers em três jogos para conquistar a Stanley Cup.

## Negócios da Liga
No encontro da NHL de 26 de setembro de 1931, os pedidos de Philadelphia Quakers e Ottawa Senators para suspender suas franquias para a temporada foi aceito. Os oito times restantes dividiram os jogadores de Ottawa e Philadelphia, cujos contratos foram de empréstimo por esses times (Os Quakers não retornariam). Os jogadores foram para outros times, mas se esperava que seus contratos fossem revertidos para seus clubes originais. Ottawa recebeu uma proposta de $300.000 pelo time, com a condição de que se mudaria para Chicago e jogaria no novo Chicago Stadium, mas os donos do Chicago Blackhawks se recusaram a permitir um novo time em seu território. O Detroit Falcons estava na bancarrota e entrou em falência.
Enquanto isso, a American Hockey Association, que havia se tornado a American Hockey League (AHL) em 1930–31 e se declarou como a liga mais importante, foi condenada como uma liga fora-da-lei pelo presidente da NHL Frank Calder. Entre as razões que Calder citou para suas ações estava a que a AHL colocara uma franquia em Chicago, que possuía uma franquia da NHL, e uma franquia em Buffalo, onde a NHL tinha um afiliado de liga menor. A AHL propôs um desafio da Stanley Cup, e provedores da Stanley Cup ordenaram a NHL a aceitar. Todavia, o time de Buffalo faliu e Calder entered entrou em negociações para juntar o Chicago Shamrocks, cujo dono era James Norris, com o Detroit Falcons, agora falido. A AHL assinou um acordo com a NHL para se tornar uma liga menor afiliada.

## Temporada Regular
Howie Morenz foi mais efetivo quer nunca para o Montreal Canadiens e venceu o Troféu Memorial Hart novamente, quanto os Habs mais uma vez terminaram em primeiro. Os Rangers terminaram em primeiro na Divisão Americana. Mas este seria o ano de Toronto, com o artilheiro da NHL Harvey "Busher" Jackson liderando o caminho. O Maple Leaf Gardens foi construído e aberto em novembro de 1931, uma conquista importante. Em um certo ponto, todo o projeto esteve perto de fracassar, porém quando Conn Smythe e Frank Selke convenceram as uniões a aceitarem ações no Gardens como pagamento parcial dos salários, o Maple Leaf Gardens foi construído. Chicago roubaram a cena na abertura com uma vitória por 3–1 e foi o atleta dos Black Hawks Mush March que marcou o primeiro gol do Gardens.
O Montreal Maroons estava bem interessado em obter Eddie Shore de Boston. James Strachan, presidente dos Maroons, disse que estava disposto a pagar até $40.000 por seu contrato. Todavia,não houve acordo. Como Boston caiu para o fundo da liga, ficou duvidoso que os Bruins negociariam seu principal defensor.

### Classificação Final
Nota: V = Vitórias, D = Derrotas, E = Empates, Pts = Pontos, GP= Gols Pró, GC = Gols Contra, PEM = Penalizações em minutos

Nota: Times que se classificaram aos play-offs estão em negrito.
| Divisão Canadense   | PJ | V  | D  | E | Pts | GP  | GC  | PEM |
| ------------------- | -- | -- | -- | - | --- | --- | --- | --- |
| Montreal Canadiens  | 48 | 25 | 16 | 7 | 57  | 128 | 111 | 450 |
| Toronto Maple Leafs | 48 | 23 | 18 | 7 | 53  | 155 | 127 | 625 |
| Montreal Maroons    | 48 | 19 | 22 | 7 | 45  | 142 | 139 | 593 |
| New York Americans  | 48 | 16 | 24 | 8 | 40  | 95  | 142 | 596 |

| Divisão Americana   | PJ | V  | D  | E  | Pts | GP  | GC  | PEM |
| ------------------- | -- | -- | -- | -- | --- | --- | --- | --- |
| New York Rangers    | 48 | 23 | 17 | 8  | 54  | 134 | 112 | 511 |
| Chicago Black Hawks | 48 | 18 | 19 | 11 | 47  | 86  | 101 | 464 |
| Detroit Falcons     | 48 | 18 | 20 | 10 | 46  | 95  | 108 | 415 |
| Boston Bruins       | 48 | 15 | 21 | 12 | 42  | 122 | 117 | 373 |

### Artilheiros
PJ = Partidas Jogadas, G = Gols, A = Assistências, Pts = Pontos, PEM = Penalizações em Minutos
| Jogador          | Time                | PJ | G  | A  | Pts | PEM |
| ---------------- | ------------------- | -- | -- | -- | --- | --- |
| Busher Jackson   | Toronto Maple Leafs | 48 | 28 | 25 | 53  | 63  |
| Joe Primeau      | Toronto Maple Leafs | 46 | 13 | 37 | 50  | 25  |
| Howie Morenz     | Montreal Canadiens  | 48 | 24 | 25 | 49  | 46  |
| Charlie Conacher | Toronto Maple Leafs | 44 | 34 | 14 | 48  | 66  |
| Bill Cook        | New York Rangers    | 48 | 33 | 14 | 47  | 33  |
| Dave Trottier    | Montreal Maroons    | 48 | 26 | 18 | 44  | 94  |
| Hooley Smith     | Montreal Maroons    | 43 | 11 | 33 | 44  | 49  |
| Babe Siebert     | Montreal Maroons    | 48 | 21 | 18 | 39  | 64  |
| Dit Clapper      | Boston Bruins       | 48 | 17 | 22 | 39  | 21  |
| Aurel Joliat     | Montreal Canadiens  | 48 | 15 | 24 | 39  | 46  |

## Playoffs
O Montreal Canadiens estavam no caminho para a terceira Copa sucessiva, mas lesões de Pit Lepine e Aurel Joliat destruíram o sonho. Com Joliat fora da capacidade ideal e Lepine fora, os Canadiens não foram obstáculo para os rápidos Rangers. Toronto conseguiram atravessar o gol de Chuck Gardiner para eliminar Chicago, e eles então bateram o Montreal Maroons.

### Finais
O Toronto Maple Leafs venceu a série melhor de cinco contra o New York Rangers por 3-0. Os primeiros dois jogos deveriam ter sido jogados em New York City, mas como o circo estava na cidade, o segundo jogo foi disputado em Boston. O terceiro e último jogo foi disputado em Toronto. Foi chamada a "Série de Tênis", porque os Leafs marcaram 6 gols em cada jogo. Os Rangers marcaram 4 vezes no seu próprio ginásio, 2 no Boston Garden, e mais 4 em Toronto.

## Prêmios da NHL
| Prêmios da NHL de 1931–32  | Prêmios da NHL de 1931–32           |
| -------------------------- | ----------------------------------- |
| Copa O'Brien:              | Montreal Canadiens                  |
| Troféu Príncipe de Gales:  | New York Rangers                    |
| Troféu Memorial Hart:      | Howie Morenz, Montreal Canadiens    |
| Troféu Memorial Lady Byng: | Joe Primeau, Toronto Maple Leafs    |
| Troféu Vezina:             | Chuck Gardiner, Chicago Black Hawks |

### Times das Estrelas
| Primeiro Time                       | Position | Segundo Time                          |
| ----------------------------------- | -------- | ------------------------------------- |
| Chuck Gardiner, Chicago Black Hawks | G        | Roy Worters, New York Americans       |
| Eddie Shore, Boston Bruins          | D        | Sylvio Mantha, Montreal Canadiens     |
| Ching Johnson, New York Rangers     | D        | King Clancy, Toronto Maple Leafs      |
| Howie Morenz, Montreal Canadiens    | C        | Hooley Smith, Montreal Maroons        |
| Bill Cook, New York Rangers         | RW       | Charlie Conacher, Toronto Maple Leafs |
| Aurel Joliat, Montreal Canadiens    | LW       | Bun Cook, New York Rangers            |
| Lester Patrick, New York Rangers    | Coach    | Dick Irvin, Toronto Maple Leafs       |

## Estreias
O seguinte é uma lista de jogadores importantes que jogaram seu primeiro jogo na NHL em 1931–32 (listados com seu primeiro time, asterisco(*) marca estreia nos play-offs):
- Art Coulter, Chicago Black Hawks
- Earl Seibert, New York Rangers
- Ott Heller, New York Rangers

Outra estreia importante em 1931 foi a cobertura nacional de rádio no Canadá dos jogos do Toronto Maple Leafs na Canadian National Railway radio network. O programa, originalmente conhecido como General Motors Hockey Broadcast, evoluiu com o tempo para a cobertura televisiva da CBC da Hockey Night in Canada.

## Últimos Jogos
O seguinte é uma lista de jogadores importantes que jogaram seu último jogo na NHL em 1931-32  (listados com seu último time):
- Georges Boucher, Chicago Black Hawks
- Art Gagne, Detroit Falcons
- Carson Cooper, Detroit Falcons